# Zdeněk Orct
Zdeněk Orct (* 28. dubna 1970) je bývalý český hokejový brankář.
V extralize se poprvé objevil v dresu HC Litvínov v sezoně 1988/1989 Po sezóně 2000/2001 následoval přestup do HC Kladno, kde s výjimku sezóny 2003/2004, kterou odehrál v dresu Ak Bars Kazaň v ruské Superlize), setrval až do roku 2009 kdy přestoupil do HC Ústí nad Labem, kde (kromě podzimní části sezóny 2009–2010 kterou strávil ve Slavii Praha) působil po zbytek aktivní hráčské kariéry. Od roku 2014 působí jako trenér brankářů v Litvínově .

## Hráčská kariéra
- 1997/1998 – HC Litvínov (extraliga)
- 1998/1999 – HC Litvínov (extraliga)
- 1999/2000 – HC Litvínov (extraliga)
- 2000/2001 – HC Litvínov (extraliga)
- 2001/2002 – HC Kladno (extraliga)
- 2002/2003 – HC Vagnerplast Kladno (1. liga)
- 2003/2004 – HC Kladno (extraliga)
- 2003/2004 – Ak Bars Kazaň (Rusko) – Ruská superliga ledního hokeje
- 2004/2005 – HC RABAT Kladno (extraliga)
- 2005/2006 – HC RABAT Kladno (extraliga)
- 2006/2007 – HC RABAT Kladno (extraliga)
- 2007/2008 – HC GEUS OKNA Kladno (extraliga)
- 2008/2009 – HC GEUS OKNA Kladno (extraliga), HC Slovan Ústečtí Lvi (1. liga)
- 2009/2010 – HC Slavia Praha (extraliga), HC Slovan Ústečtí Lvi (1. liga)
- 2010/2011 – HC Slovan Ústečtí Lvi (1. liga)
- 2011/2012 – HC Slovan Ústečtí Lvi (1. liga)
- 2012/2013 – HC Slovan Ústečtí Lvi (1. liga)
- 2013/2014 – HC Slovan Ústečtí Lvi (1. liga)

## Reprezentace
|                                   | Rok     | Celkem | Soupisky         |
| --------------------------------- | ------- | ------ | ---------------- |
| Mistrovství světa v ledním hokeji | MS 1993 | 1x     | Soupiska MS 1993 |